# Aeroportul Pohang
Aeroportul Pohang (IATA: KPO, ICAO: RKTH) este un aeroport din Pohang⁠(d), Gyeongsang de Nord, Coreea de Sud ce deservește zona Pohang⁠(d). Aeroportul a fost tranzitat în 2022 de 249.413 pasageri. A fost numit după zona deservită.
Situat la o altitudine de 21 m, aeroportul dispune de o singură pistă.